# سورفين تشاولا
سورفين تشاولا هي ممثلة وراقصة هندية ولدت في 1 أغسطس 1984.

## روابط خارجية
- سورفين تشاولا على موقع IMDb (الإنجليزية)
- سورفين تشاولا على موقع قاعدة بيانات الفيلم (الإنجليزية)